# Söderhamns västra station
Ej att förväxla med Söderhamns station, av Trafikverket internt benämnd Söderhamn Västra.

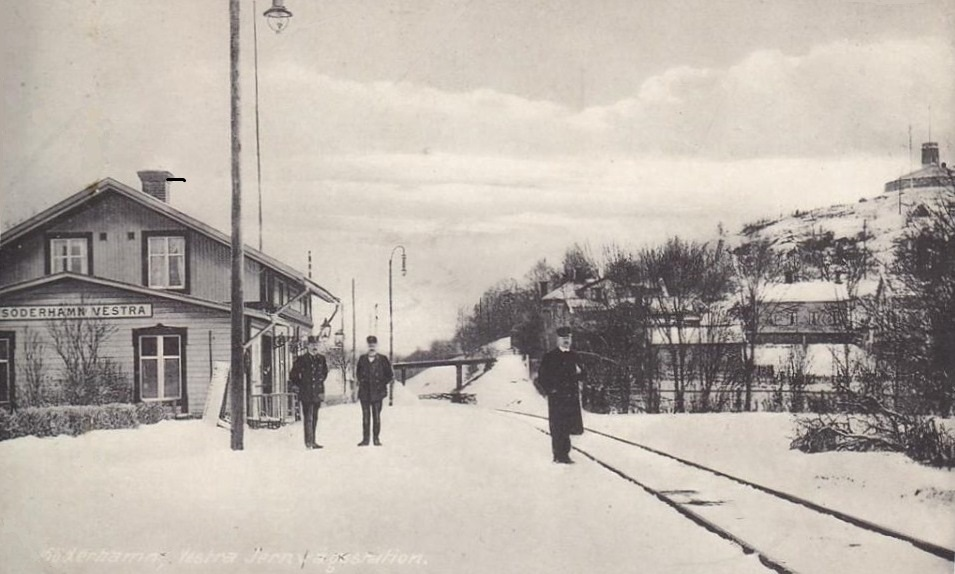
Söderhamns västra (till höger syns Västra berget med gamla vattentornet från 1903).

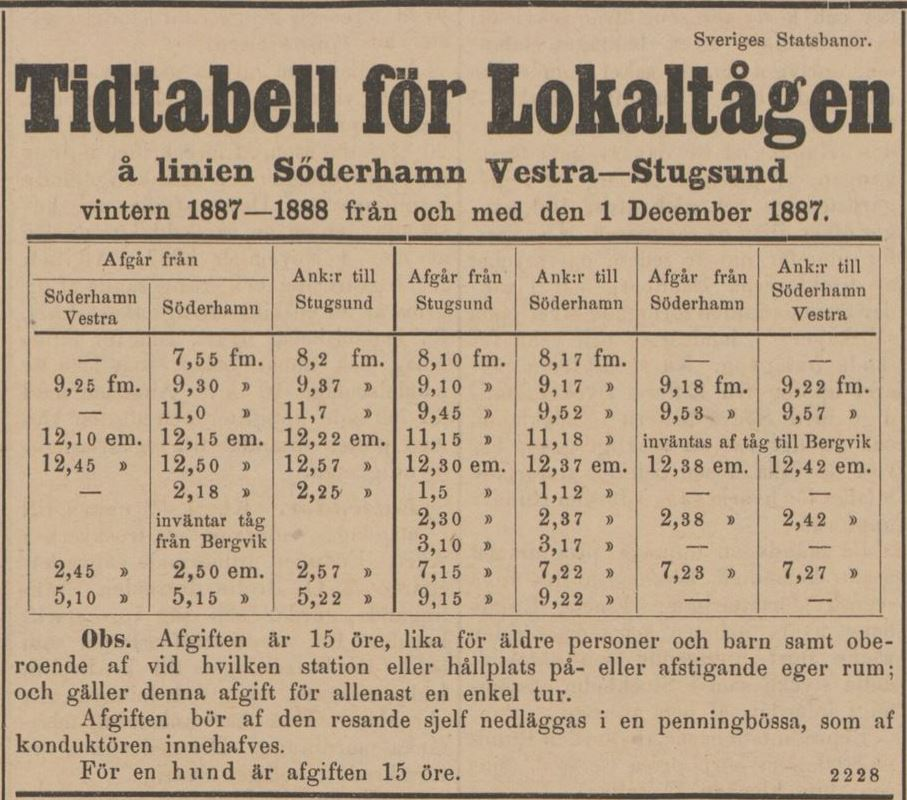
Tidtabell för lokaltågen Söderhamn västra – Söderhamn – Stugsund 1887.

Söderhamns västra station var en järnvägsstation vid statsbanan Kilafors-Söderhamn-Stugsund som var belägen 13 meter över havet omkring en kilometer väster om Söderhamns centralstation.
Söderhamns västra station tillkom på initiativ av bryggeriägaren Johan Svensson efter att ha bekostats av ett antal invånare i Söderhamn. Bakgrunden till dess tillkomst var att många av stadens invånare var missnöjda med den placering som den i maj 1886 invigda statsbanestationen erhållit. Denna ansågs ligga alltför långt bort från affärslivets och den allmänna rörelsens medelpunkt, en olägenhet som i viss mån ansågs kunna avhjälpas genom anläggandet av en anhaltsstation för persontrafik i västra stadsdelen.
Den nya stationen öppnades för trafik den 15 december 1886 efter att ha avsynats av bandirektören Per Frisell och trafikdirektören Carl Taube. Vid öppnandet var även baningenjören Victor Westfelt närvarande. Stationshuset inrymde väntsal, bagagerum och expeditionsrum på bottenvåningen samt boställslägenhet med två rum och kök på den övre. Det fanns även en särskild byggnad för brygg- och bagarstuga. Sidospåret vid stationen var 80 meter långt mellan fripålarna och plattformen var 200 fot lång. Stationen uppläts även för paket- och ilgodsbefordran från den 1 december 1887. Den västra stationen fick, trots att den var avsevärt mindre, på grund av sitt läge större betydelse för persontrafiken i Söderhamn än den östra huvudstationen.
Söderhamns stad byggde en 3,2 kilometer lång järnväg från Söderhamns västra till Granskär vid Flaket som öppnades den 31 december 1900. Denna bana sträckte sig norr om centrala staden till det område där Söderhamns Verkstäder och Marmabolagets brädgård var belägna.
Med tiden fick dock centralstationen allt större betydelse och persontrafiken vid Söderhamns västra station nedlades omkring 1955. Den uppges därefter ha varit infrastrukturell håll- och lastplats, trafikal hållplats 1957 och blev infrastrukturellt infogad i Söderhamns centralstation 1961. Hållplatsen nedlades den 22 maj 1966 för Kilaforsbanans tåg och slutgiltigt den 19 maj 1997, då Ostkustbanans omläggning medförde att järnvägstrafiken genom centrala Söderhamn upphörde. Stationsbyggnaden revs 1960.